# Jacek Szczerbaniewicz
Jacek Szczerbaniewicz – polski artysta fotograf, uhonorowany tytułem Artiste FIAP (AFIAP). Członek rzeczywisty i Artysta Fotoklubu Rzeczypospolitej Polskiej (AFRP). Członek Jeleniogórskiego Towarzystwa Fotograficznego. Członek Ogólnopolskiej Fotograficznej Grupy Twórczej Art Fokus13.

## Działalność
Jacek Szczerbaniewicz mieszka i pracuje w Jeleniej Górze. Fotografuje architekturę, martwą naturę, pejzaż i portret. Szczególne miejsce w jego twórczości zajmuje fotografia eksperymentalna i fotografia aktu. Jest członkiem Jeleniogórskiego Towarzystwa Fotograficznego oraz członkiem stowarzyszenia Jeleniogórska Strefa Fotografii.
W 2005 roku został przyjęty w poczet członków Fotoklubu Rzeczypospolitej Polskiej Stowarzyszenia Twórców (legitymacja nr 201). W 2018 roku został członkiem Ogólnopolskiej Fotograficznej Grupy Twórczej Art Fokus13.
Jacek Szczerbaniewicz jest autorem i współautorem wielu wystaw fotograficznych; indywidualnych, zbiorowych, poplenerowych, pokonkursowych. Aktywnie uczestniczy w Międzynarodowych Salonach Fotograficznych m.in. organizowanych pod patronatem FIAP i PSA oraz polskich konkursach fotograficznych, zdobywając wiele akceptacji, medali, nagród, wyróżnień, dyplomów, listów gratulacyjnych. Jest współorganizatorem (prowadzącym) warsztatów fotograficznych. Prace Jacka Szczerbaniewicza zaprezentowano w Almanachu (1995–2017), wydanym przez Fotoklub Rzeczypospolitej Polskiej Stowarzyszenie Twórców, w 2017. W 2022 został uhonorowany tytułem Artiste FIAP (AFIAP), nadanym przez Międzynarodową Federację Sztuki Fotograficznej FIAP.